# Johann Friedrich Fuchs (Theologe)
Johann Friedrich Fuchs (Pseudonym: Menedemus; * 15. November 1739 in Breitscheid; † 20. Juni 1823 in Herborn) war ein deutscher reformierter Theologe, Geistlicher, Bibliothekar und Hochschullehrer.

## Leben
Fuchs war Sohn eines Pastors. Dieser wechselte 1745 nach Schönbach bei Herborn. Dort durchlief Fuchs mit seinen Brüdern die Dorfschule. Anschließend wurden die Brüder vom Vater auf die akademischen Studien vorbereitet, die Fuchs im Oktober 1754 an der Hohen Schule von Herborn aufnahm. Nachdem er die philosophischen Kurse durchlaufen hatte, widmete er sich neben der Theologie unter Johann Eberhard Rau insbesondere den Sprachen. Er erlernte Chaldäisch, Syrisch, Arabisch, Persisch, Armenisch und Hebräisch. Sein Studium schloss er 1757 mit dem theologischen Examen ab, das er mit Auszeichnung bestand.
Fuchs kam 1758 als Rektor der Schule und als Wochenprediger nach Stolberg bei Aachen. Aufgrund des schlechten Gesundheitszustandes des örtlichen Pfarrers übernahm Fuchs das Amt des Predigers nach kurzer Zeit vollständig. Nachdem Johann Kasimir Mieg verstorben war, erhielt Fuchs einen Ruf zurück an die Hohe Schule von Herborn. Dort wurde er 1767 Professor der Beredsamkeit und Geschichte. 1774 wurde er daneben Bibliothekar der Hochschule und Professor der Philosophie. Außerdem wurde ihm die Stelle des Ephorus des Herborner Pädagogiums übertragen. Im Pädagogium führte er neue Methoden sowie die Lektüre griechischer Klassiker ein.
Fuchs wechselte 1792/1793 von der Philosophischen an die Theologische Fakultät, an der er die zweite Professur der Theologie erhielt und insbesondere die Dogmatik, Ethik und Homiletik las. Da ihm zugleich die Stelle des ersten Pfarrers in Herborn übertragen wurde, legte er das Amt des Bibliothekars nieder. Nach dem Tod von Valentin Arnoldi rückte er im April 1794 auf die erste Professur der Theologie auf und wurde zudem zum Oberkonsistorialrat befördert. 1818 trat er in den Ruhestand.
Karl Fuchs war eines seiner 21 Kinder.

## Werke (Auswahl)
- Oratio pro concione publice Dicta Qua Nassoviae, Laetissimo Natalis Augustae Principis Fridericae Louisae Guilielminae Nuncio Recreatae, Felicitatem Temporum Gratulatus Est, Simulque Pro Sempiterna Fortunae Omnis Augustae Conservatione Vota Sollemnia, Regelin, Herborn 1771.
- Oratio Panegyrica In Auspicatissimos Natales Serenissimi Principis Ac Domini Guilielmi Friderici Principis Aravsionis Et Nassoviae Hereditarii Reliqua, Regelin, Herborn 1772.
- Etwas aus der älteren Nassauischen Litterär-Geschichte. In: Dillenburger Intelligenz-Nachrichten, Band 1778, Sp. 99–107
- Beytrag zur Nassausischen Naturgeschichte. In: Dillenburger Intelligenz-Nachrichten, Band 1779, Sp. 630–636 und 644–651.